# 大和路快速

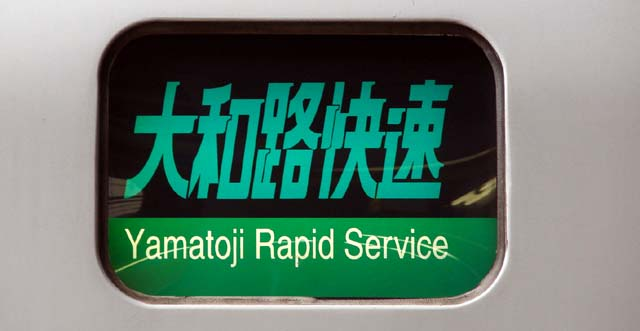
大和路快速服务的方向幕

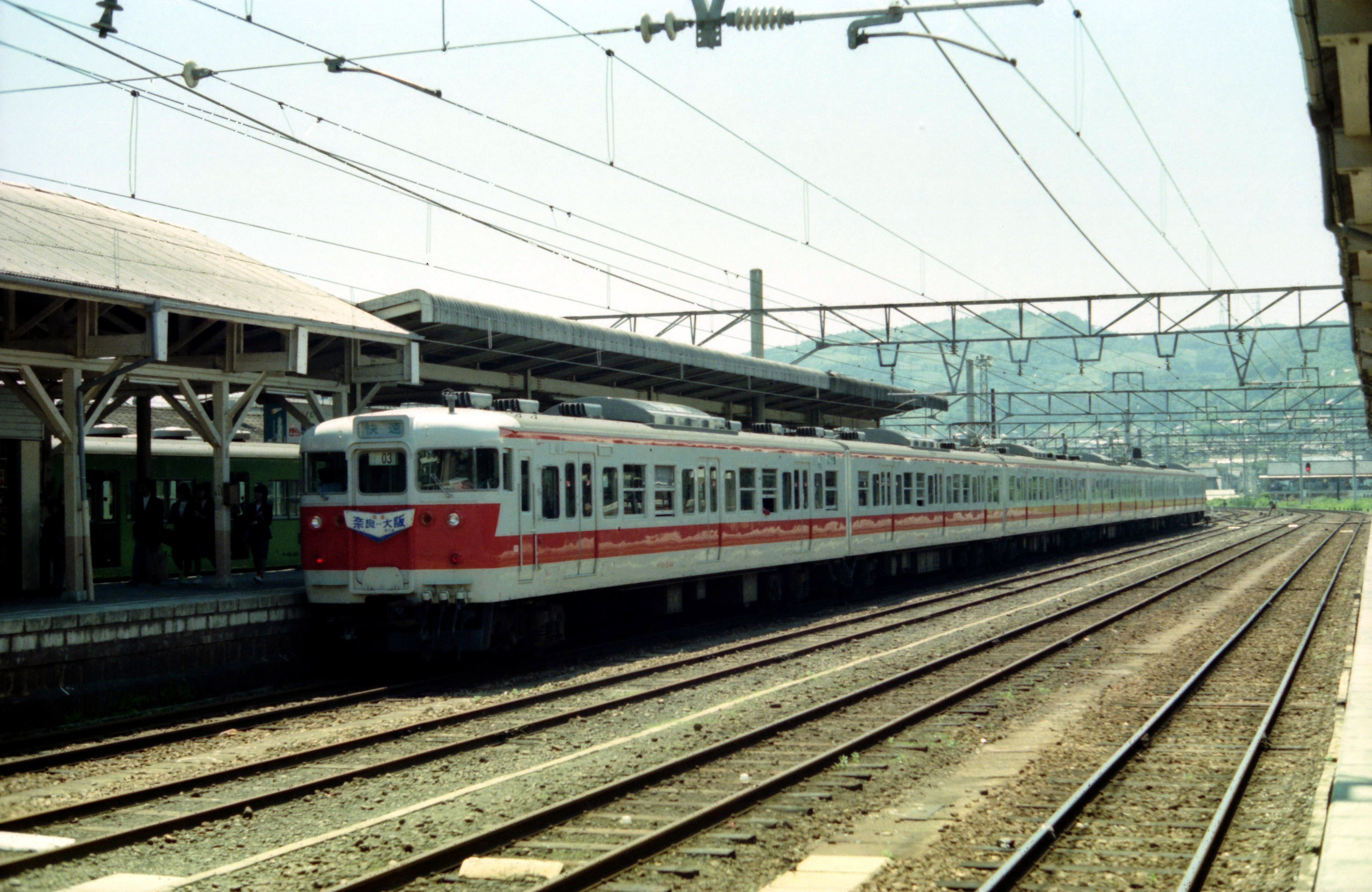
使用至1989年7月20日的113系列车

大和路快速（日语：／*/?）是由西日本旅客鐵道（JR 西日本）在天王寺站 － 奈良站、加茂站和五条站之间，途經大阪环状线、关西本线（大和路线）及和歌山线运营的列車類別。  .

## 概要
该列车是在大阪环状线和大和路线之间直通运行的列车，在大阪环状线内快速运行的列车为大和路快速列车，而在大阪环状线各站停靠的列车则为区间快速列车。
最初，大阪环状线的东半环（天王寺出发的京桥、鹤桥方向）的客流量最大，为了缓解该路段的拥堵状况（将大阪和天王寺之间的乘客引导至西半环），1964年3月修订时刻表时开始在大阪环状线上运营快速列车。 后来，因为1973年关西本线的电气化的完成，同年10月1日开始运营大阪环状线快速列车和关西本线快速列车的组合快速列车，借此与近铁奈良线展开竞争，当时主要在节假日的白天使用113系列车开行。 从1974年7月20日起，这些列车在平日的时刻表上也开始运行。 这就是大和路快速列车的前身。 1986年，在日本国有铁道（JNR）末期，天王寺铁路管理局在 "あなたとなら・大和路 运动"中将其昵称为 "快速・大和路号"。
在JR民营化后，113系列车继续在该路线上使用，但在1989年，为了提高速度和进一步改善服务质量，直通进入关西本线行驶的快速列车引进了221系列车，取代了之前的113系列车，并在1989年3月修订的时刻表中更名为“大和路快速”。 列车进行了升级，车厢内引进了可转换方向的交叉座椅，列车运行的最高时速提高到了120公里，并缩短了列车的运行时间，使大阪站和奈良站之间的行车时间缩短到45分钟，天王寺站和奈良站之间的行车时间缩短到30分钟。
1995年9月30日的时刻表修订将大阪站和奈良站之间的运行时间缩短为41分钟，天王寺站和奈良站之间的运行时间缩短为29分钟，但在2001年3月3 日的时刻表中，该列车的停车站增加了久宝寺站，大阪站和奈良站之间的运行时间增至44分钟。2006年3月18日，受JR福知山线脱轨事故的影响，对时刻表进行了修订。在这之后，天王寺站和奈良站之间的最快行车时间为33分钟，早高峰时段上行的最快行车时间为38分钟。 由于该列车在大阪环状线内增加了停靠站点，大阪站和奈良站之间的最快行车时间变为50分钟。

## 運行概要
所有列车均使用配属于吹田综合车辆所奈良支所的221系，除了在王寺站分开运行的列车外，所有列车均以八节车厢编组运行。 
在该列车开行之初，使用的是只有六节车厢编组的列车，但随着乘客数量的增加，越来越多的班次开始使用八节车厢编组运行，自2020年3月14日修订时刻表时，该列车统一采用8节车厢编组的列车运营。 这也是为了方便在乘客严重拥挤的大阪环状线上运行。
以2023年3月修订的时刻表来讨论，在该列车的运行时段中，大阪环状线与奈良站之间每小时运行4班该列车（每15分钟一班），在这4班列车中，每小时有1~2班该列车到达奈良站后会继续运行至加茂站。 在平日时刻表中，大和路快速只在日中时段（大致为10点-17点）运行，早晚通勤时段则会被同样直通行驶的区间快速代替。而在周六和节假日的时刻表上，早上和晚上也有该列车运行，并且晚间通勤时段会有两班特别的列车，这两班列车在抵达王寺站后，车辆编组会一分为二，分离解挂，解挂后一部分编组直通入和歌山线前往五条站，另一部分则继续沿大和路线行驶至奈良站或加茂站。值得注意的是，和歌山线内反而没有直通大阪环状线的列车，只存在前往JR难波站的直通列车。

### 停車站
天王寺站…（其中途经鹤桥站和京桥站 在大阪环状线的这一小段会各站停车）… 大阪站-福岛站 - 西九条站 - 弁天町站 - 大正站 - 新今宫站 - 天王寺站 - 久寶寺站 - 王寺站 …（这段线路中各站停车）… 加茂站/五条站
原则上，该车会在大阪环状线除野田站 (JR西日本)、芦原桥站和今宫站外的每个车站都会停靠。
该车运行在大阪环状线上时，一般会在天王寺站的大阪环状线的站台始发终到，但也有部分班次在京桥站始发终到。

### 乘客資訊
大和路快速下行列车（大阪方向）的目的地是「大阪」，但到达大阪站后，经京桥站和鹤桥站，绕行大阪环状线，前往天王寺。因此，车辆的目的地显示为「大阪環狀线」。但是，在列车内，廣播為「开往大阪（方向）」。在到达大阪之前，則廣播「由大阪經環狀線外環，向京桥・鹤桥方向前往天王寺」。
2015 年 3 月 14 日，随着路线記号的引入，开往大阪环状线的列车将显示红色线颜色并显示大阪环状线的路线符号   。开往奈良的列车将显示大和路线的路线符号  。 和歌山线也有直接运行和歌山线路线符号  的布幕，但目前没有使用，和歌山线直达列车也使用显示  的布幕。

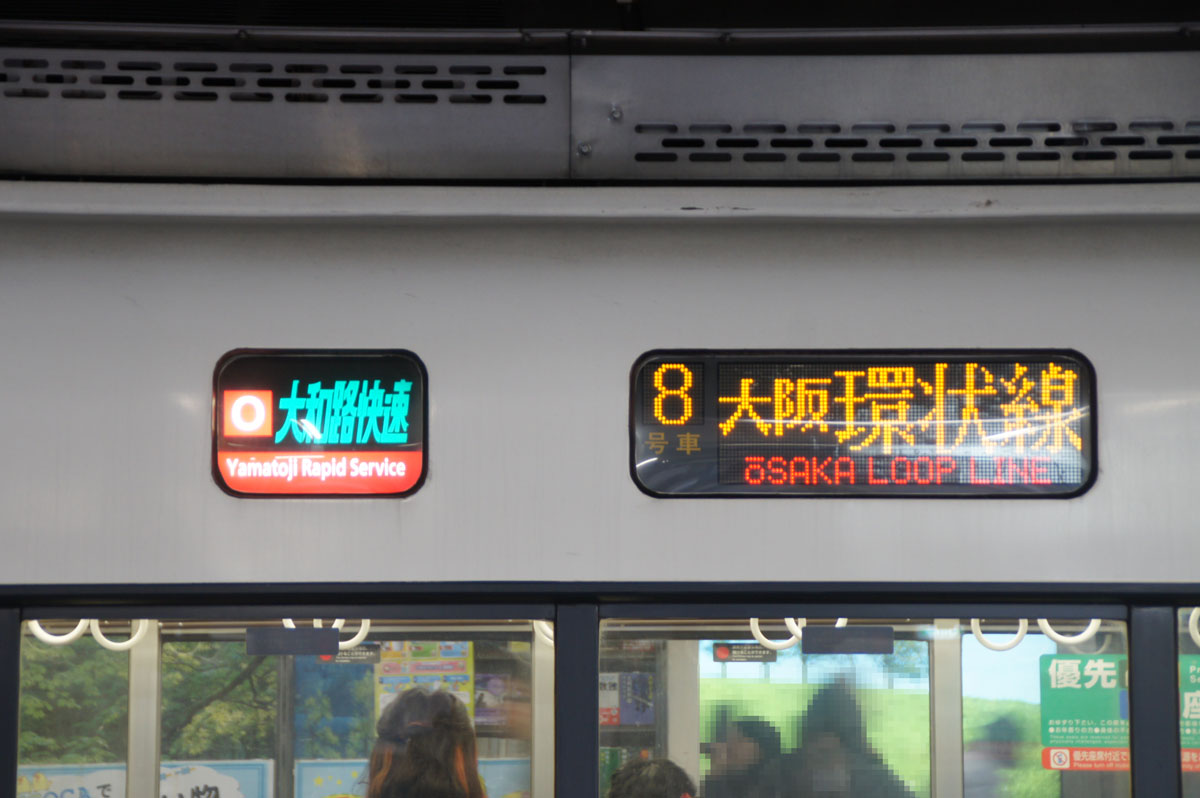
往大阪的顯示
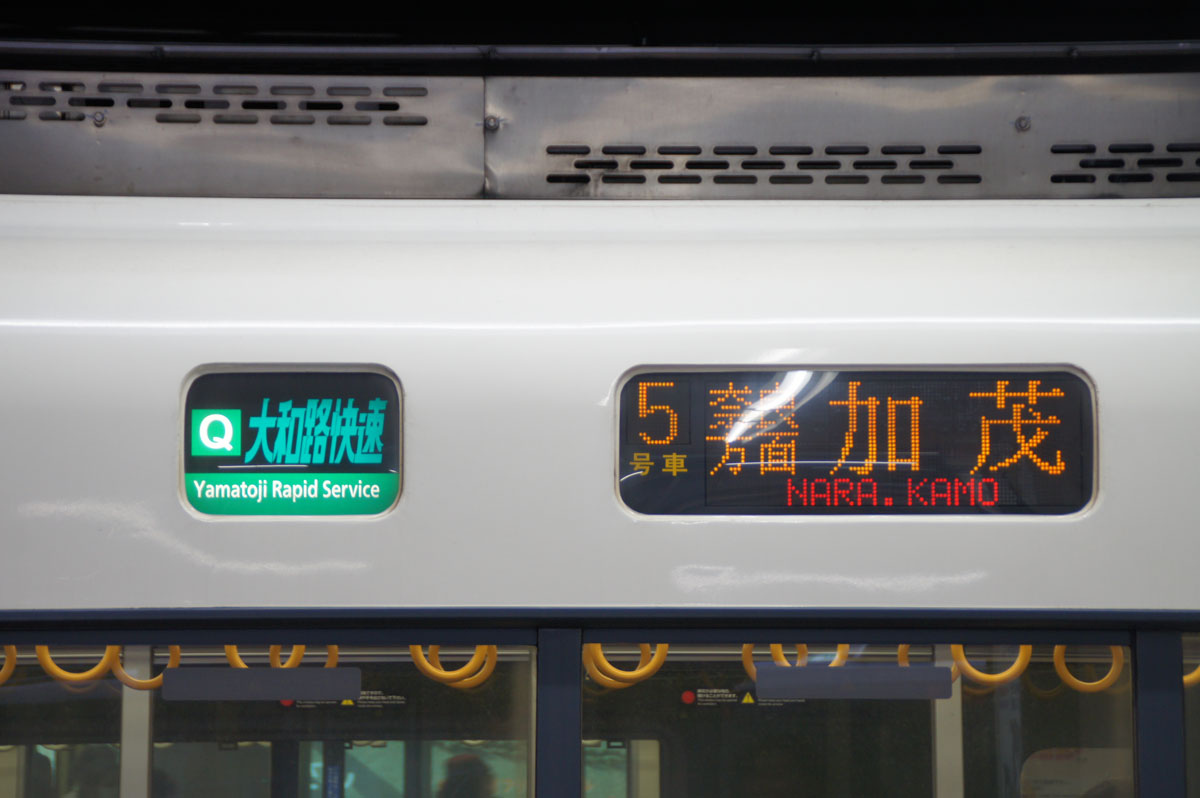
奈良方向的顯示

## 腳註
1. ↑  『鉄道ジャーナル』2011年7月号、鉄道ジャーナル社。
2. 1 2 3  『JR時刻表』2012年3月号、交通新聞社。
3. ↑  寺本光照『国鉄・JR関西圏近郊電車発達史 大阪駅140年の歴史とアーバンネットワークの成立ち』JTBパブリッシング、2014年、p.81。4-533-09794-2。
4. 1 2  寺本光照『国鉄・JR関西圏近郊電車発達史 大阪駅140年の歴史とアーバンネットワークの成立ち』JTBパブリッシング、2014年、p.88。4-533-09794-2。
5. ↑  『関西の鉄道』1999年陽春号、関西鉄道研究会、1999年、p.11。
6. ↑  当時発売されたオレンジカードに、「快速・大和路号」の表記が見られる。
7. 1 2  寺本光照『国鉄・JR関西圏近郊電車発達史 大阪駅140年の歴史とアーバンネットワークの成立ち』JTBパブリッシング、2014年、p.115 - p.117。4-533-09794-2。
8. ↑  . 交通新聞 (交通新聞社). 1995-08-31: 3.
9. ↑  平成18年3月18日ダイヤ改正（インターネットアーカイブ）- 西日本旅客鉄道プレスリリース、2006年1月30日。
10. ↑  2020年春ダイヤ改正についてPDF - 西日本旅客鉄道近畿統括本部プレスリリース 2019年12月13日
11. ↑  『JR時刻表』2015年3月号、交通新聞社。
12. ↑  近畿エリア・広島エリアに「路線記号」を導入します （页面存档备份，存于） - 西日本旅客鉄道ニュースリリース 2014年8月6日